# Rychwał
Rychwał is een stad in het Poolse woiwodschap Groot-Polen, gelegen in de powiat Koniński. De oppervlakte bedraagt 9,69 km², het inwonertal 2367 (2005).